# Viaduc de Sully-sur-Loire
Le viaduc de Sully-sur-Loire est un viaduc français enjambant la Loire qui relie les communes de Sully-sur-Loire sur la rive gauche du fleuve, et de Saint-Père-sur-Loire sur la rive droite, dans le département du Loiret et la région Centre-Val de Loire.
Le pont est utilisé pour le trafic ferroviaire jusqu'en 2011.

## Histoire

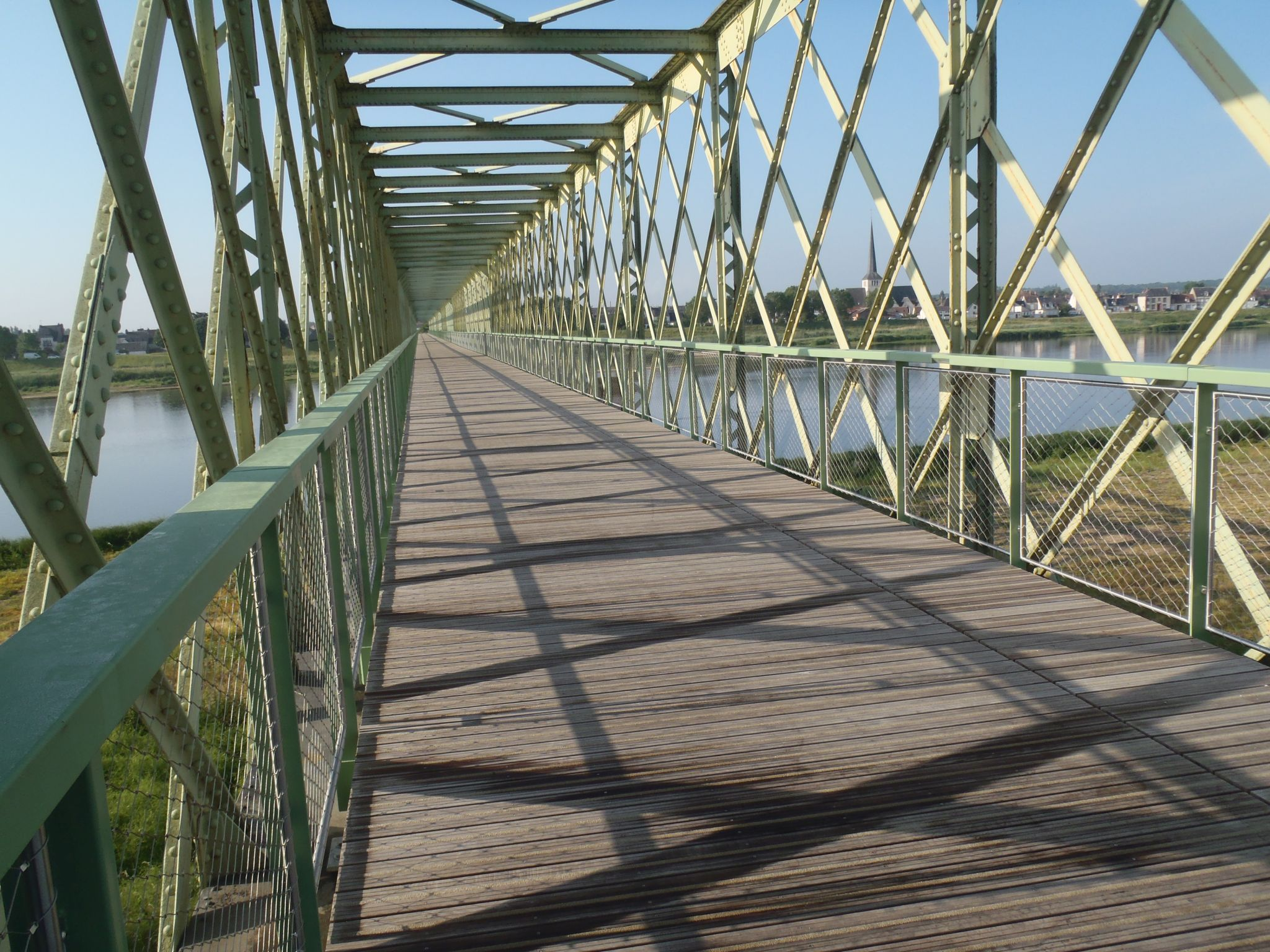
Le pont le lendemain de son inauguration en voie verte. Les rails ont disparu.

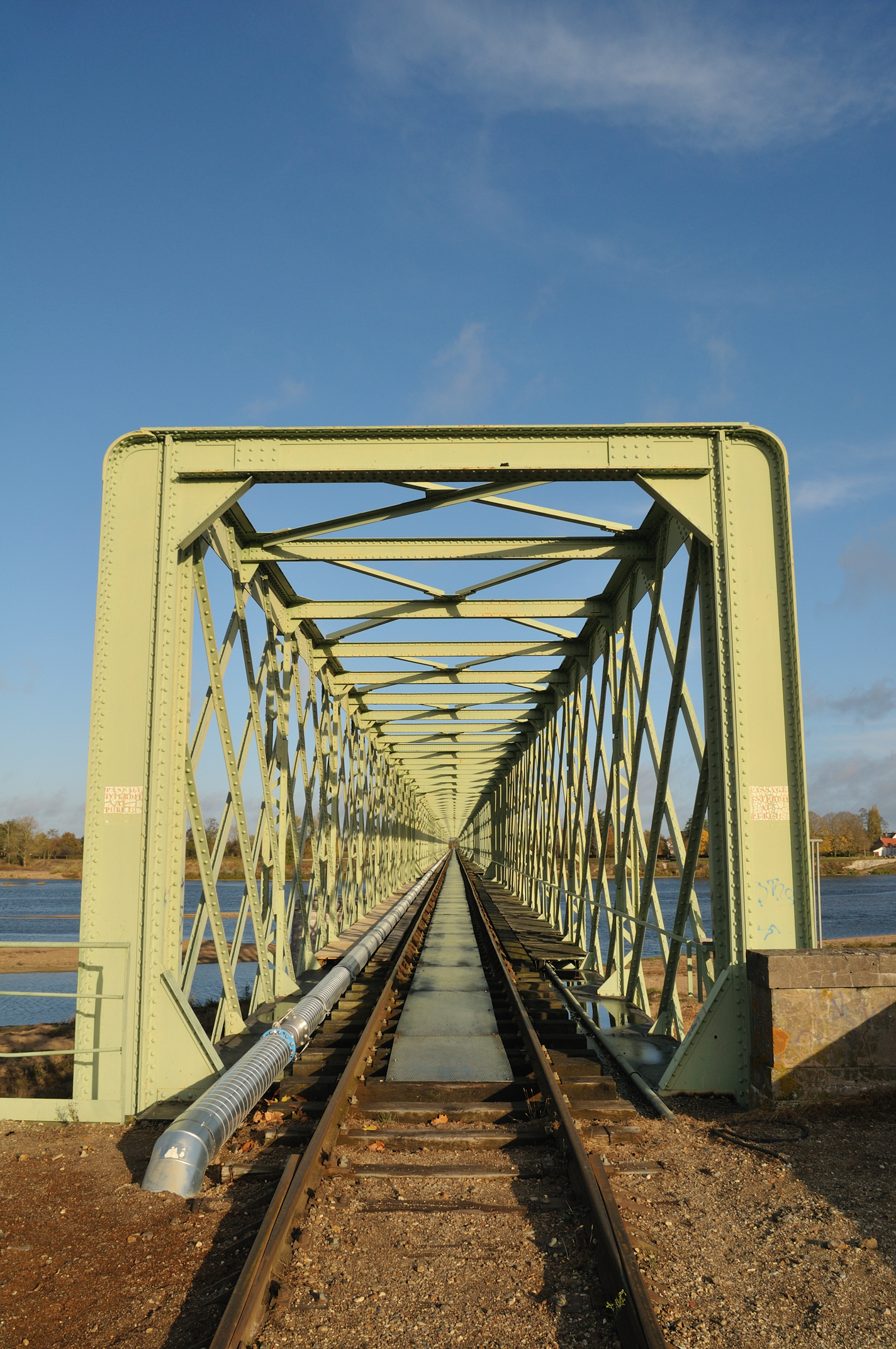
L'entrée du viaduc, côté Sully-sur-Loire en 2009

Le viaduc est construit entre 1877 et 1880 par la société H. Joret et Cie. En 1894, l'Écho des mines et de la métallurgie dresse de la société Joret un panorama complet de ses réalisations au titre desquelles le pont de Sully figure.
À l'origine, la Ligne Auxy-Juranville - Bourges emprunte le viaduc.
La liaison ferroviaire reliant Beaune-la-Rolande à Argent-sur-Sauldre, via Sully-sur-Loire, est ouverte au trafic en 1882.
Les piles du viaduc permettent, en janvier 1985, lors de la destruction par le froid, du pont routier de Sully-sur-Loire situé 290 m en amont, l'installation d'un pont Bailey. Ce pont de secours a été poussé depuis la rive droite du fleuve (côté Saint-Père-sur-Loire), sur la partie aval des piles, restée libre. Ce pont provisoire a été ouvert à la circulation automobile en mars 1985, et est resté en place jusqu'à la remise en service du pont routier en septembre 1986.
Depuis 2011, plus aucun trafic ferroviaire n'emprunte le pont, mais la ligne reste la propriété du Réseau ferré national français.
Le pont est déferré en 2019 afin d'être transformé en voie verte,. Les travaux de transformation, portés par le département du Loiret et la Communauté de communes du Val de Sully, dont le coût est estimé à 2,2 M€, ont débuté au printemps 2019. L'objectif est de construire une voie de mobilité douce. Leur achèvement initialement prévu au troisième trimestre 2019, est reporté au deuxième trimestre 2020. Les travaux ont été terminés en mai 2020, une inauguration en comité restreint à cause des restrictions sur les rassemblements, a eu lieu le mardi 9 juin, en présence de Marc Gaudet président du Conseil Départemental du Loiret , de la présidente de la communauté de communes et des maires des communes de Saint Père et de Sully.

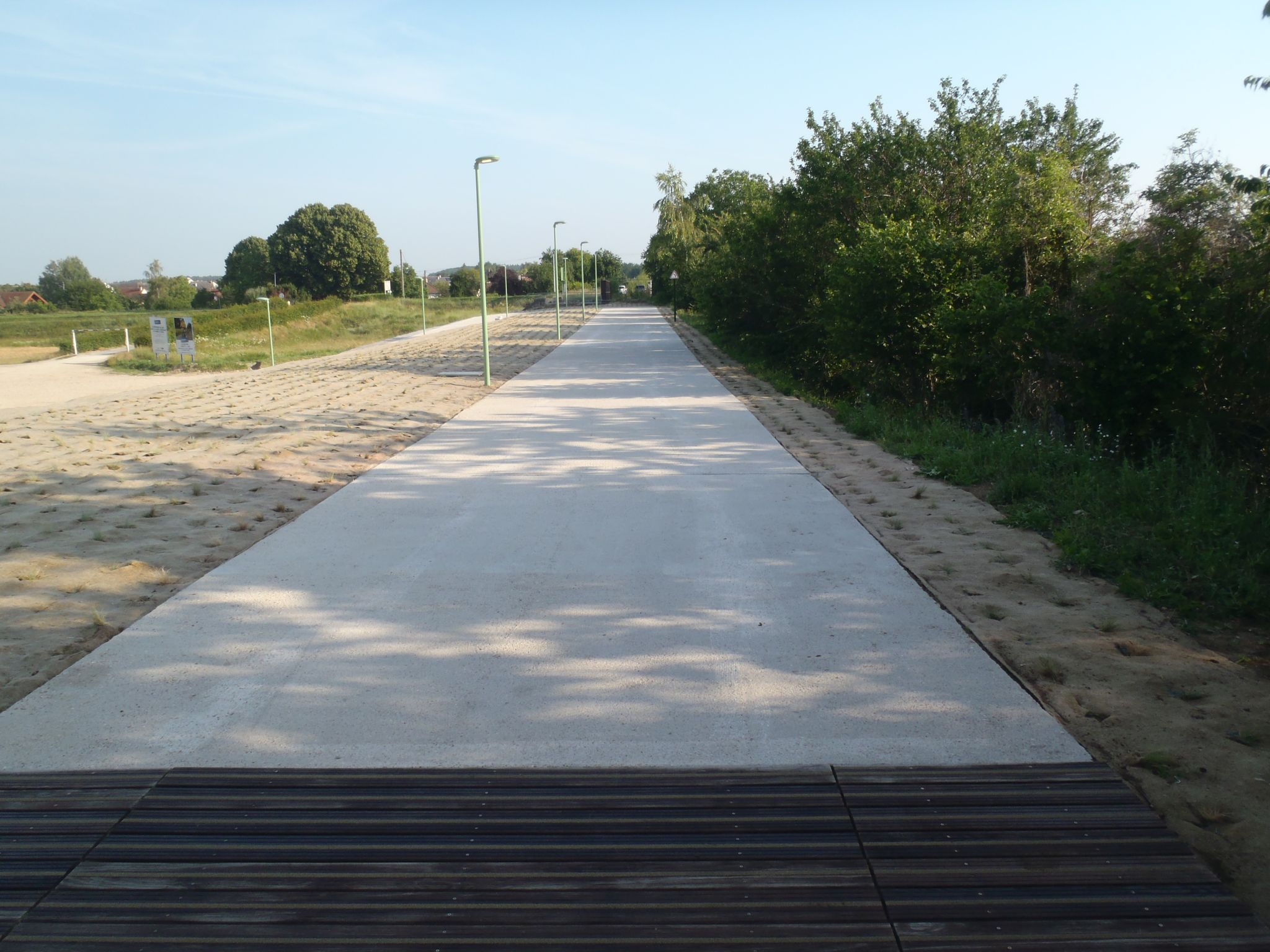
Accès nord

## Géographie
Le viaduc est situé dans le périmètre du Val de Loire inscrit au patrimoine mondial de l'UNESCO
L'ouvrage traverse la Loire, 290 m en aval du pont routier de Sully-sur-Loire et 20 km en amont du pont routier de Châteauneuf-sur-Loire, à 870 m au nord de la gare de Sully-sur-Loire, sur le parcours de la Loire à vélo.

## Description
Le viaduc est un pont en poutre en treillis, il comporte six piles, deux culées et une structure métallique fermée.
Ce pont était initialement prévu pour une double voie mais seule la partie amont a été construite. 

## Pour approfondir